# Bangui

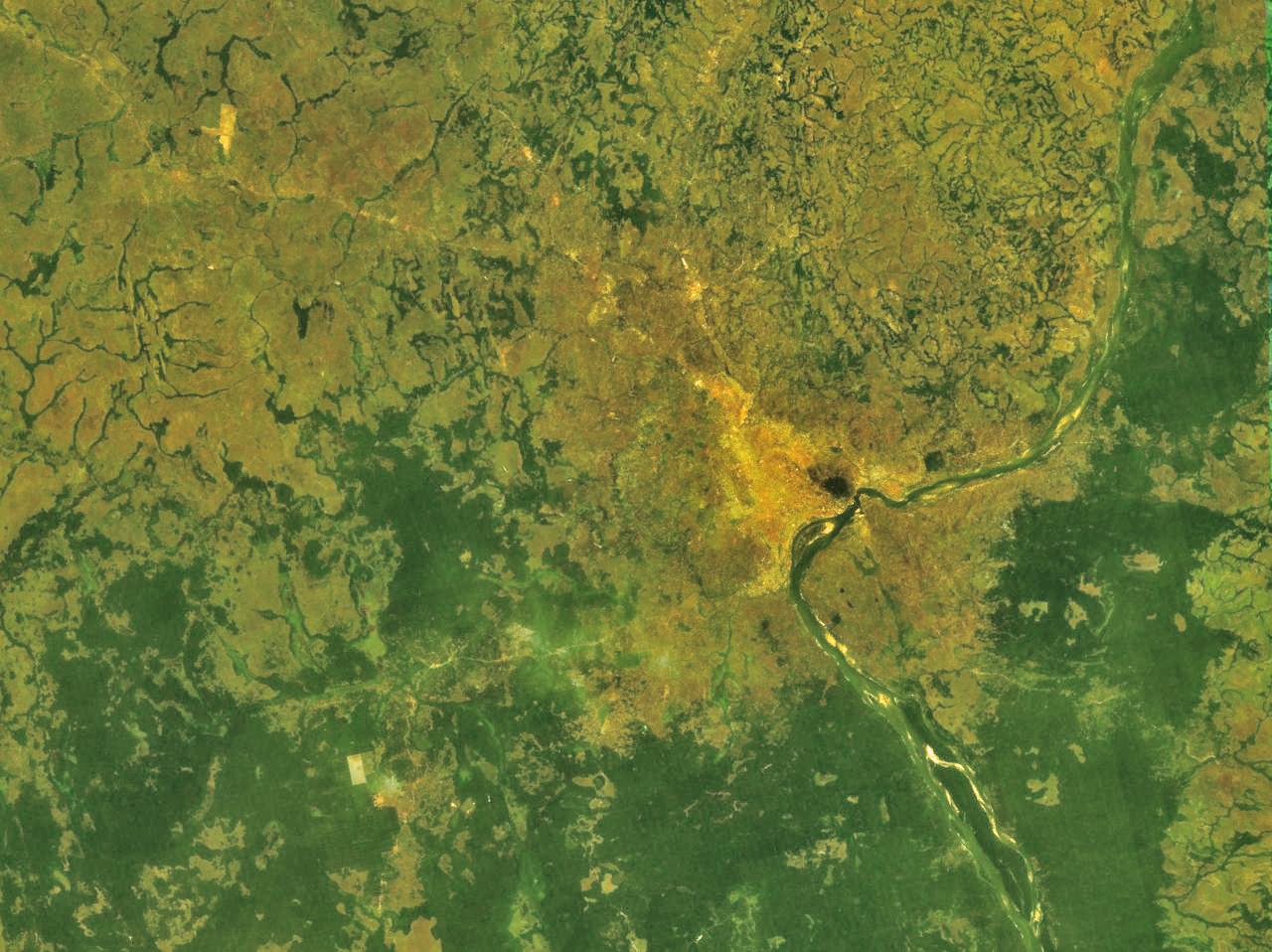
Imatge de satèl·lit de Bangui.

Bangui, amb una població de 734.350 habitants (estimació de l'any 2012), és la capital i la ciutat principal de la República Centreafricana. Situada a la riba de l'Ubangui, afluent del Congo, prop d'una sèrie de ràpids que limiten el transport fluvial dels productes comercials, s'aixeca davant per davant de la ciutat congolesa de Zongo, a la riba oposada del riu, que forma la frontera entre la República Centreafricana i la República Democràtica del Congo. Les coordenades geogràfiques de Bangui són 4° 22′ N i 18° 35′ E. Amb una superfície de 67 km², la ciutat autònoma (commune autonome) de Bangui és la divisió administrativa de primer nivell més petita de la República Centreafricana, tot i ser-ne la més poblada.
Bangui es va fundar el 1889, com a centre administratiu de l'Alt Ubangui, més endavant anomenat Ubangui-Chari, a l'antiga Àfrica Equatorial Francesa i el 1958 va esdevenir la capital de la República Centreafricana. Va ser testimoni de les revoltes de març del 1981 per deposar el dictador Jean-Bedel Bokassa, llavors autoproclamat emperador. Ha estat escenari de diversos amotinaments, rebel·lions i cops d'estat, per la qual cosa es considera una de les ciutats més insegures de l'Àfrica.
El centre de la ciutat és a prop del riu i hi destaquen un gran arc de triomf dedicat a Bokassa, el Palau Presidencial, el Museu Boganda i el mercat central. L'àrea residencial, comercial i més animada correspon al barri anomenat km 5, situat a cinc quilòmetres al nord del centre urbà.
Les indústries principals de la ciutat es dediquen a manufacturar teixits, productes alimentaris, cervesa, calçat i sabó. Exporta principalment cotó, fusta, cafè i sisal. Té aeroport internacional i és seu de la Universitat de Bangui, fundada el 1970.